# Aristide Quintilien
Aristide Quintilien fut un musicographe grec, probablement du IIIe siècle apr. J.-C.
Il a laissé un traité, De la musique (Περὶ Μουσικῆς), inséré par Marcus Meibom, dans sa collection des Antiquae musicae auctores septem (Amsterdam 1652). C'est le dernier ouvrage à traiter de l'harmonique à partir du pythagorisme (proportion 3:2 ou 4:3).
Bruno Centrone centralisa les éléments supposés sur Aristide Quintilien. Sa datation est assez imprécise, seul le terminus post quem de Cicéron est fixé. Quant à sa philosophie, elle est plutôt éclectique, on ne peut que faire des hypothèses sur son appartenance avec les pythagoriciens ou avec les disciples de Jamblique.

### Ouvrages d'Aristide Quintilien
- De la musique (fin du IIIe s.) : La musique, trad. et commentaires Fr. Duysinx, Liège, Droz, 1999, 351 p. (Bibliothèque de la Faculté de Philosophie et Lettres de l'Université de Liège)

### Études sur Aristide Quintilien
- J. M. Barbour, Tuning and temperament. A historical survey, East Lansing, 1951.
- A[ndrew]. Barker, Greek musical writings, Cambridge University Press, 1989, 2 vol. .
- Henri Potiron, « Les notations d'Aristide Quintilien et les harmonies dites platoniciennes », Société française de musicologie, 1961.
- Bruno Centrone, Dictionnaire des philosophes antiques, p. 369

## Source
Marie-Nicolas Bouillet  et Alexis Chassang (dir.), « Aristide Quintilien » dans Dictionnaire universel d’histoire et de géographie, 1878 (lire sur Wikisource)